# جان بی‌جمال جانان میل جهان ندارد
غزلی با مطلع «جان بی‌جمال جانان میل جهان ندارد»، غزل شمارهٔ ۱۲۶ از دیوانِ حافظ در تصحیحِ محمد قزوینی و قاسم غنی است.

## در اجراها
عبدالوهاب شهیدی در برنامهٔ شمارهٔ ۵۱ از مجموعهٔ گل‌های تازه این غزل را در دستگاهِ شور و محمدرضا شجریان در برنامهٔ شمارهٔ ۱۵۶ از همان مجموعه این غزل را در آوازِ افشاری اجرا کرده‌اند.